# Аникин, Игорь Валерьевич
И́горь Вале́рьевич Ани́кин (род. 5 июля 1968 года) — российский учёный (физик-теоретик), автор трудов по теоретической физике (специалист в области квантовой теории поля, физики высоких и низких энергий), доктор физико-математических наук, профессор РАН (2018).

## Биография
В 1993 году зачислен в штат Лаборатории теоретической физики им. H. H. Боголюбова (ЛТФ) Объединённого института ядерных исследований (ОИЯИ), гор. Дубна, на должность стажёра-исследователя. С ОИЯИ связана вся дальнейшая карьера И. В. Аникина, за исключением периодов работы в качестве приглашённого исследователя или профессора в университетах и научных центрах Германии, Франции, Испании. В настоящее время является начальником сектора стандартной модели ЛТФ ОИЯИ.
Диссертации:
- кандидатская — «Формфакторы лёгких и тяжелых барионов в релятивистских кварковых моделях», защищена в 1996 г.,  Дубна; 01.04.02.
- докторская — «Вклады высшего твиста в жёстких процессах КХД» : диссертация … доктора физико-математических наук : 01.04.02 / Аникин Игорь Валерьевич; [Место защиты: Объединённый институт ядерных исследований]. — Дубна, 2014. — 253 с. : 28 ил.

Весной 2018 года избран профессором Российской академии наук.

## Научные результаты
И. В. Аникин — автор известных работ по теореме о факторизации с учётом вкладов высших твистов в жёстких эксклюзивных и инклюзивных процессах, которые стали доступны для экспериментального изучения на новых типах ускорителей.
Публикации:https://inspirehep.net/authors/1031351?ui-citation-summary=true
Участник многочисленных научных форумов; также активно занимается организацией международных конференций в Дубне.
За цикл работ по изучению обобщённых партонных распределений И. В. Аникину в соавторстве с О. В. Теряевым (ОИЯИ), А. В. Радюшкиным (ОИЯИ, Национальная лаборатория Джефферсона, США) и Б. Пиром (Политехническая школа, Франция) была присуждена первая премия ОИЯИ.